# Григорьевка (район Магжана Жумабаева)
Григорьевка (каз. Григорьевка) — упразднённое село в районе Магжана Жумабаева Северо-Казахстанской области Казахстана. Входило в состав Александровского сельского округа. Ликвидировано в 2000-е годы.

## Население
По данным переписи 1999 года, в селе проживало 111 человек (56 мужчин и 55 женщин).